# فرانسواز دولتو
فرانسواز دولتو (6 نوفمبر 1908 - 25 أغسطس 1988) كانت طبيبة أطفال ومحللة نفسية فرنسية.

## سيرتها الذاتية
ولدت باسم فرانسواز ماريت، وكانت ابنة عائلة ملكية يمينية متطرفة ثرية من الكاثوليك التقليديين في باريس. كانت والدتها الألزاسية، سوزان ديملر، ابنة مهندس، وكان والدها، هنري ماريت، أيضًا مهندسًا في المدرسة متعددة التقانات وأصبح صناعيًا. كانت الطفلة الرابعة لعائلة مكونة من سبعة أفراد. كان شقيقها، جاك ماريت (1922-1984)، مدير مكتب البريد الفرنسي (وزير البريد والاتصالات) من عام 1962 حتى عام 1967.
اعتنت بها ممرضة أيرلندية غالبًا عندما كانت طفلة؛ واضطر والداها إلى تعلم التحدث باللغة الإنجليزية لرؤيتها تبتسم. طرد والداها الممرضة عندما كان عمرها 8 أشهر. تعكس نشأة دولتو التقليدية للغاية، والتي وصفتها إليزابيث رودينيسكو بأنها «كاثوليكية ويمينية متطرفة للغاية»، قيم شارل موراس.
نشأ مدرّسها الشخصي على أساليب فريديريك فروبل. عندما كانت في الثامنة من عمرها، توفي عمها وعرابها، بيير ديملر، في الحرب العالمية الأولى. عندما كانت في الثانية عشرة من عمرها، تأثرت بشدة بوفاة أختها الكبرى والطفلة المفضلة لدى والدتها، جاكلين. أصيبت والدتها بالاكتئاب واتهمتها بعدم الصلاة بما يكفي لإنقاذ حياة أختها. شعرت والدة دولتو أن الفتاة لا تملك أي آفاق أخرى غير الزواج، فمنعتها من متابعة دراستها. في السادسة عشرة من عمرها، كان عليها أن تواجه والدتها التي لم تكن تريدها أن تحصل على شهادة بكالوريوس لأنها لن تتمكن من الزواج بعد ذلك. مع ذلك، التحقت دولتو بمدرسة ليسيه موليير في باريس وتخرجت بشهادة في الفلسفة عام 1924-1925. في عام 1930، حصلت على شهادة التمريض. بعد مرور عام، بدأت دراسة الطب مع شقيقها فيليب، «ودفعت تكاليف دراستها بالمال الذي كانت تكسبه».
تم تسمية دولتو من قبل ميشيل فوكو كأحد الموقعين البارزين على الالتماس الفرنسي لعام 1977 ضد قوانين سن الرشد.
كانت فرانسواز دولتو والدة المغني كارلوس (1943-2008) والمهندس غريغوار (1944-) وكاثرين (1946-).

## عملها في التحليل النفسي
في عام 1932، قدم مارك شلمبرغير دولتو إلى المحلل النفسي رينيه لافورغ، الذي كان قد بدأ في علاج شقيقها فيليب قبل عام. شاركت بذلك في بدايات الفرويدية الفرنسية. في نهاية فبراير عام 1934، بدأت بتحليل نفسي مدته ثلاث سنوات مع لافورغ، الأمر الذي كان له تأثير كبير على حياتها، وساعدها في التحرر من العصاب الذي سببه كل من دراستها وأصلها ووالدتها المكتئبة. وجد لافورغ أن دولتو تملك القدرة على التحليل، ونصحها بأن تصبح محللة نفسية، الأمر الذي رفضته بدايةً لصالح تكريس نفسها للطب.
في أثناء تدريبها الطبي وعملها تحت إشراف الطبيب جورج هوير، التقت بصوفي مورغنسترن، التي كانت أول من مارس التحليل النفسي مع الأطفال في فرنسا، والتي أصبحت فيما بعد مرشدة لها. استمعت إلى الأطفال المرضى الذين كانوا يأتون إليها لتلقي العلاج، وبدأت دولتو (بتشجيع من إدوارد بيشون) تخصصها في علم نفس الطفل، وأصبحت طبيبة أطفال متخصصة في التحليل النفسي. كان معظم مرضاها من الأطفال المصابين بالذهان، وبدأت معهم في تطوير العلاج الفردي الخاص بها.
شمل تخصصها التعرف على المراحل النفسية المبكرة عند الرضع والأطفال، ولا سيما تجاربهم الأولى وطرق التواصل من خلال أجسادهم. شددت على الجوانب الجسدية للعلاقة ما بين ثنائية الأم والطفل، وشددت على أهمية ملاحظة وفهم وسائل التواصل التي يستخدمها الأطفال الذين يعانون من مشاكل نفسية أو صعوبات تعلمية واجتماعية. كان عملها الذي شمل صورة الجسد اللاواعية -أي الطريقة التي يعبر فيها الأطفال باستخدام لغة الجسد قبل اللغة الفعلية- مؤثرًا بشكل خاص، وقد تطور هذا العمل على مود مانوني، من بين آخرين. في عام 2013، ترجم فرانسواز هيفيرنيل أعمالها إلى اللغة الإنجليزية.

## وفاتها
أصيبت دولتو بالتليف الرئوي في عام 1984. توفيت في 25 أغسطس عام 1988 ودُفنت في المقبرة في بور لا رين إلى جانب زوجها بوريس دولتو. كان هذا أيضًا مكان دفن ابنهما المغني كارلوس، الذي توفي عام 2008. كُتب على حجر قبرها: «لا تخف! أنا هو الطريق والحق والحياة».